# Hadena vulcanica
Hadena vulcanica är en fjärilsart som beskrevs av Turati 1912. Hadena vulcanica ingår i släktet Hadena och familjen nattflyn. Inga underarter finns listade i Catalogue of Life.